# جان گلگر، جونیور
جان گَلَگِر، جونیور (انگلیسی: John Gallagher, Jr.؛ زادهٔ ۱۷ ژوئن ۱۹۸۴) هنرپیشه و موزیسین اهل ایالات متحده آمریکا است. وی از سال ۲۰۰۱ میلادی تا کنون مشغول فعالیت بوده‌است.
جان گلگر بیشتر به‌خاطر ایفای نقش در نمایش‌های موزیکال برادوی شناخته شده‌است تا جایی که در سال ۲۰۰۷ توانست جایزه تونی «بهترین اجرای نقش اول مرد در موزیکال» را از آنِ خود کند.
از فیلم‌ها یا برنامه‌های تلویزیونی که وی در آن نقش داشته‌است می‌توان به تکه‌های آوریل، اتاق خبر، هرچه نتیجه‌دار باشد، مارگریت، بخش کوتاه‌مدت شماره ۱۲، آلیو کیتریج، والنسیا، نعناع تند، دانش‌آموز خوب و همچنین آموزش اشتباه کامرون پست اشاره کرد.